# Gilman Nigmadżanow
Gilman Wildanowicz Nigmadżanow (ros. Гильман Вильданович Нигмаджанов, ur. 22 marca 1911 we wsi Tukmakły w guberni ufijskiej, zm. 18 czerwca 1989 w Ufie) – przewodniczący Prezydium Rady Najwyższej Baszkirskiej ASRR (1946-1950).
W 1935 ukończył studia w Instytucie Planowo-Ekonomiczny w Kujbyszewie, potem pracował kolejno jako ekonomista, kierownik grupy i szef sektora planowania rejonowego oraz zastępca przewodniczącego i przewodniczący Państwowej Komisji Planowania przy Radzie Komisarzy Ludowych Baszkirskiej ASRR. Od 1938 członek WKP(b), od 1942 do listopada 1946 zastępca przewodniczącego Rady Komisarzy Ludowych/Rady Ministrów Baszkirskiej ASRR, od listopada 1946 do lipca 1950 przewodniczący Prezydium Rady Najwyższej Baszkirskiej ASRR. Od lipca 1950 do 1952 starszy pracownik naukowy Naftowego Instytutu Naukowo-Badawczego w Ufie, 1952-1958 przewodniczący Państwowej Komisji Planowania Rady Ministrów Baszkirskiej ASRR, od 1958 ponownie wicepremier Baszkirskiej ASRR. Deputowany do Rady Najwyższej Baszkirskiej ASRR 2, 4, 5, 6, 7 i 8 kadencji i do Rady Najwyższej ZSRR 2 kadencji.

## Odznaczenia
- Order Lenina (1949)
- Order Czerwonego Sztandaru Pracy (dwukrotnie – 1944 i 1971)
- Order Znak Honoru (dwukrotnie – 1957 i 1966)